# Batalha de Quircuque (2015)
A Batalha de Quircuque de 2015 teve inicio na noite de 29 de janeiro quando cerca de 150 combatentes do Estado Islâmico atacaram posições ocupadas pelos Peshmerga ao sul e a oeste da cidade iraquiana de Quircuque.
A ofensiva do Estado Islâmico começou sob a cobertura de um denso nevoeiro e conseguiu esmagar as posições dos Peshmerga e tomar as cidades de Mala Abdullah, Maryam Beg, Tel Ward e a travessia de Maktab Khalid. Partes dos campos de petróleo de Khabbaz também foram capturados pelos jihadistas, que tomaram 24 trabalhadores como reféns. Pelo menos 25 combatentes dos Peshmerga morreram, incluindo o Brig. Gen. Sherko Shwani, comandante da 1.ª Brigada e o líder de patente mais alta das forças Pesmergas em Quircuque. O general Sherko Shwani foi morto depois de ser preso e baleado pelos atacantes, de acordo com outro comandante Peshmerga. Cerca de dezesseis outros combatentes do Peshmerga foram capturados pelo Estado Islâmico e depois mortos em uma execução encenada.
No dia seguinte, outro importante comandante Peshmerga, o general Hussein Mansour, comandante de duas unidades de apoio de combate na região de Quircuque, foi morto por atiradores de elite ao liderar um contra-ataque a vila de Mala Abdullah. Os campos de petróleo de Khabbaz também seriam retomados pelas tropas Peshmerga. No entanto, os combatentes do Estado Islâmico incendiariam alguns dos poços de petróleo antes de serem repelidos. As forças curdas retomariam oito aldeias do Estado Islâmico.